# SimCity Creator
SimCity Creator (lub SimCity DS 2) – symulacyjna gra komputerowa, która została wydana na konsolę Wii i Nintendo DS (jako SimCity DS 2). Oprócz najważniejszego elementu gry, czyli budowy miasta, gracz może zmieniać style swoich budynków np: styl egipski, europejski itp. Udostępniona jest również możliwość zwiedzenia miasta śmigłowcem lub samolotem. Miastami można się wymieniać za pośrednictwem WiiConnect24. Podobnie jak w SimCity 4 obecne są pory dnia i tak jak w SimCity DS - pory roku. Tradycyjnym elementem znanym z każdej gry z tej serii, są katastrofy m.in. dinozaury, ogień, UFO.